# Justinus Kerner
Pour les articles homonymes, voir Kerner.
Justinus Andreas Christian Kerner, né le 18 septembre 1786 à Louisbourg dans le duché de Wurtemberg, et mort le 21 février 1862 à Weinsberg, dans la même province, est un médecin et un poète wurtembergeois. Il est connu pour avoir donné la première description détaillée du botulisme et pour avoir été le précurseur des applications thérapeutiques de la toxine botulique dont il a expérimenté les effets sur lui-même et sur de nombreux animaux. En littérature, il est notamment l'auteur d'un livre sur la voyante de Prevorst.

## Biographie
Justinus Kerner est issu d'une famille de Louisbourg où son père occupait la fonction officielle de grand-bailli, comme l'avait fait avant lui son grand-père. Après sa scolarité effectuée à Louisbourg puis Maulbronn où son père avait été transféré, il entra d'abord comme apprenti dans une usine de vêtements. Mais il ne tarda pas à trouver ce travail fastidieux et pour se distraire commença à composer des poèmes. Il allait aussi divertir les pensionnaires d'un asile d'aliénés hébergés dans le même bâtiment en leur jouant de la guimbarde. En 1804 il put s'inscrire à l'université de Tübingen, grâce à l'intervention du professeur Karl Philipp Conz qui avait remarqué son talent littéraire. Il y étudia non seulement la médecine mais aussi la littérature en compagnie de Ludwig Uhland et de Gustav Schwab avec lesquels il se lia d'amitié : tous trois devaient former plus tard le noyau de l'école poétique souabe. En 1807, Kerner fit la connaissance de celle qui devait devenir sa femme, Friederike Ehrmann (1786-1854), surnommée Rickele, à qui nombre de ses poésies furent dédiées et qu'il épousa en 1813. De ce mariage sont issus trois enfants, deux filles, Marie (1813-1886) et Emma (1822-1895) et un fils, Theobald (de) (1817-1907) qui devint lui aussi poète et médecin. Après l'obtention de son diplôme de médecin en 1808 il fit quelques voyages, puis s'établit en clientèle privée à Wildbad. C'est là qu'il termina son Reiseschatten von dem Schattenspieler Luchs (1811), où ses propres expériences sont décrites avec un humour caustique. Il collabora ensuite, pendant l'année 1812, avec Uhland et Schwab, au Poetischer Almanach qui fut suivi du Deutscher Dichterwald (1813), deux revues dans lesquelles il publia certains de ses meilleurs poèmes.
Sa maison, située au pied du château de Weibertreu (de), lui avait été offerte par les habitants de la ville. Elle devint une Mecque pour les pèlerins littéraires, qui étaient tous bien accueillis. Gustave IV Adolphe de Suède y arriva avec un havresac sur le dos. Les poètes Christian Friedrich Alexander von Württemberg et Nikolaus Lenau étaient des invités réguliers. En 1826 il publia un recueil de Gedichte (poèmes) qui devaient être plus tard complétés par Der letzte Blütenstrauß (1852) et Winterblüten (1859). Parmi ses autres poèmes figurent la ballade Der reichste Fürst, une chanson à boire : Wohlauf, noch getrunken et le pensif Wanderer in der Sägemühle.
Il donne une description vivante et savoureuse de ses années de jeunesse dans Bilderbuch aus meiner Knabenzeit (1859). Il fait preuve enfin d'un grand talent de conteur dans sa narration de l'assaut donné à la cité de Weinsberg au XVIe siècle, Die Bestürmung der württembergischen Stadt Weinsberg im Jahre 1525 (1820).

## Magnétisme animal
En 1815 il avait obtenu le poste de médecin officiel du grand-bailliage (Oberamtsarzt) à Gaildorf et en 1818 fut transféré à Weinsberg, où il passa le reste de sa vie. À côté de ces œuvres littéraires, Kerner fut l'auteur de plusieurs livres médicaux populaires traitant du magnétisme animal. Il fut le premier à faire une recherche sur la vie de Franz-Anton Mesmer et à rassembler des documents biographiques s'y rapportant.
En 1826 se présenta Friederike Hauffe, fille d'un garde forestier de Prevorst et somnambule extra-lucide dont Kerner relata l'histoire dans son livre Die Seherin von Prevorst, Eröffnungen über das innere Leben des Menschen und über das Hineinragen einer Geisterwelt in die unsere (La voyante de Prevorst, considérations inaugurales sur la vie intérieure de l'être humain et l'intervention d'un monde des esprits dans le nôtre) (1829; 6e édition, 1892).

## Ouvrages médicaux
Kener a écrit un fameux mémoire sur l'influence de l'acide sébacique (qu'on appelait à l'époque l'acide des graisses, Fettsaüre) sur les organismes animaux, Das Fettgift oder die Fettsäure und ihre Wirkung auf den tierischen Organismus (1822), lequel contient la première description historique du botulisme.
Il publia aussi un ouvrage consacré à la ville thermale de Bad Wildbad et aux propriétés curatives de ses eaux, Das Wildbad im Königreich Württemberg (1813).
En 1851 une cécité croissante l'obligea à abandonner la pratique médicale et il termina sa vie à Weinsberg entouré des soins attentifs de ses filles. Il fut enterré dans le cimetière de Weinsberg aux côtés de sa femme elle-même décédée en 1854. Leurs tombes sont signalées d'une pierre portant l'épitaphe qu'il avait lui-même composée :  Friederike Kerner et son Justinus.
Kerner fut l'un des poètes les plus inspirés de l'école souabe. Ses poésies, qui font une large part aux phénomènes de la nature, se distinguent par une profonde mélancolie avec un penchant pour le surnaturel, qui est toutefois tempéré par un humour léger, rappelant celui des Volkslieder.